# Pseudopanthera nigrescens
Pseudopanthera nigrescens är en fjärilsart som beskrevs av Barend J. Lempke 1951. Pseudopanthera nigrescens ingår i släktet Pseudopanthera och familjen mätare. Inga underarter finns listade.